# Копылов, Дмитрий Николаевич
Дмитрий Николаевич Копылов (род. 2 марта 1988, посёлок Красное Поле, Сосновский район, Челябинская область, РСФСР, СССР) — российский серийный убийца, грабитель и насильник, совершивший в период с июня 2004 по август 2005 года 5 убийств и 2 покушения на территории Челябинской области. Исключительность делу Копылова придаёт тот факт, что все убийства он совершил до своего совершеннолетия, благодаря чему он известен под прозвищем «Маньяк-малолетка». Копылов является одним из самых юных серийных убийц в истории России.

## Биография

### Детство
Дмитрий Копылов родился 2 марта 1988 года в посёлке Красное Поле (Челябинская область). Оба родителя Копылова вели маргинальный образ жизни и страдали алкогольной зависимостью. Мать Копылова умерла от сердечной недостаточности в начале 1990-х годов, а отец Николай Копылов вскоре после смерти жены был замечен в склонении Дмитрия к употреблению алкогольных напитков, вследствие чего был лишён родительских прав, а Дмитрий был отправлен в один из детских домов.
Будучи в детском доме, Копылов начал демонстрировать признаки антисоциальности. Из-за проблем с повышенной импульсивностью он постоянно подвергался дисциплинарным взысканиям со стороны администрации учреждения за совершение различных правонарушений и заработал репутацию хулигана. Копылов бросил посещать занятия в школе после окончания 5 класса, но увлекался чтением, благодаря чему считался одним из самых эрудированных детей в детском доме. В то же время он был замечен в жестоком обращении с животными и подвергал физическим нападкам других детей.
В начале 2000-х годов отец Копылова излечился от алкогольной зависимости и подал иск в суд о восстановлении в родительских правах. Суд вынес решение об отмене ограничений и о возвращении ему сына, благодаря чему Копылов вернулся к своему отцу, который на тот момент проживал на территории Сосновского района Челябинской области.

### Убийства
Серия убийств началась летом 2004 года. В качестве своих жертв Копылов выбирал одиноких женщин, которых он замечал в безлюдных местах недалеко от лесопарковых зон, после чего под угрозой оружия уводил в лесной массив, где совершал на них нападения. Одна из женщин перед убийством была изнасилована с причинением особых мучений и страданий путём прижигания половых органов зажжённой сигаретой, в отношении другой были совершены насильственные действия сексуального характера.
Первое преступление Копылов совершил 22 июня 2004 года. В тот день он отправился в посёлок Шагол, где провёл несколько часов, выжидая жертву на железнодорожных путях. Ближе к вечеру он напал на идущую по рельсам 40-летнюю женщину и затащил в кусты, где и убил — нанёс несколько ударов камнем по голове и 12 раз ударил складным ножом в туловище.
19 января 2005 года Копылов 4 раза ударил обрезком трубы по голове 40-летнюю женщину, в результате чего она скончалась. У убитой забрал сумку.
29 мая Копылов совершил очередное нападение, однако для него оно оказалось неудачным. Жертва нападения, 33-летняя жительница Сосновского района, после долгих блужданий с преступником по лесу, несмотря на угрозы убийством, также оказала Дмитрию сопротивление, после чего сумела от него сбежать.
13 июля Копылов совершил убийство 66-летней пенсионерки, которой он нанёс 56 ножевых ранений. 
22 июля жертвой серийного убийцы стала 20-летняя девушка, которую он в ходе нападения забил насмерть арматурным прутом. После убийства Копылов вступил с трупом в половой акт и тушил об него сигареты. 
15 августа Дмитрий Копылов в лесу возле лыжной базы на территории Курчатовского района Челябинска совершил нападение на 76-летнюю женщину, в ходе которого он изнасиловал её, трижды ударил найденной на месте костью животного по голове и нанёс 30 ударов ножом, после чего похитил ювелирные украшения. Жертве удалось выжить, она скончалась в больнице 30 сентября, перед этим успев оказать помощь в разоблачении и поимке преступника. 
Свидетелем этого убийства стал пожилой мужчина, который недалеко от места совершения преступления пас в лесу коз. Мужчина попытался уйти, но Копылов бросился в погоню, после чего настиг его и зарезал.

### Арест, следствие и суд
Убийства, совершённые Дмитрием Копыловым, вызвали в Челябинской области общественный резонанс. Расследованием занимался отдел по расследованию убийств и бандитизма прокуратуры Челябинской области, а действия следователей контролировались прокурором Челябинской области. В ходе расследования следствие склонялось к версии, что серийным убийцей является подросток, так как две выжившие жертвы Дмитрия дали описание его внешности, на основании которого был составлен его фоторобот.
Так как Копылов состоял на учёте в правоохранительных органах, он попал в число подозреваемых. В сентябре 2005 года двум выжившим жертвам преступления было предложено посмотреть фотографии подростков, состоящих на учёте в милиции и ранее привлекавшихся к уголовной ответственности, и выбрать пять фотографий, на которых, по их мнению, мог быть запечатлён нападавший. Обе женщины уверенно идентифицировали Дмитрия Копылова по фотографии как нападавшего, после чего Копылов был задержан в доме своего отца.
Несмотря на то, что после совершения преступлений он скрупулёзно уничтожал улики и другие изобличающие его доказательства, во время допроса в отделении милиции Копылов признался в совершении пяти убийств и двух нападений. После признательных показаний Копылов был направлен на судебно-психиатрическую экспертизу, по результатам которой он был признан вменяемым, после чего в начале 2006 года предстал перед судом.
4 августа 2006 года Челябинским областным судом Дмитрий Копылов был признан виновным по всем инкриминируемым ему обвинениям и приговорён к 10 годам лишения свободы — максимально возможному сроку лишения свободы, который мог быть применён к лицам, не достигшим совершеннолетия, в России.

### Дальнейшая судьба
Полностью отбыв уголовное наказание, в середине 2010-х годов Копылов вернулся в Челябинск, где устроился разнорабочим в деревообрабатывающий цех. В 2019 году он стал жить гражданским браком с женщиной, которая работала в банке (о его прошлом он ей рассказывать не стал), в 2022 году у них родилась дочь. Однако семейная жизнь продлилась недолго, так как Копылов был склонен к распитию спиртного и в состоянии алкогольного опьянения подвергал супругу истязаниям, и вскоре они расстались.